# Schlesisk (sprog)
 For alternative betydninger, se Schlesisk. (Se også artikler, som begynder med Schlesisk)
Schlesisk (schlesisk: ślōnskŏ gŏdka, tjekkisk: slezský jazyk, polsk: język śląski) er et sprog talt af folk i Schlesien, der primært er beliggende i Polen . I 2011 var der ca. 509 000 personer med schlesisk som modersmål. Schlesisk ligner på mange områder polsk og bliver derfor af nogle sprogforskere karakteriseret som værende en polsk dialekt.

## Alfabet
Der eksisterer ikke noget officielt schlesisk alfabet, hvorfor schlesisk for det meste bliver skrevet med polske bogstaver. I 2010 blev der opfundet et alfabet til schlesisk-talende.